# Trizeuxis
Trizeuxis là một chi phong lan trong họ Orchidaceae.

## Hình ảnh

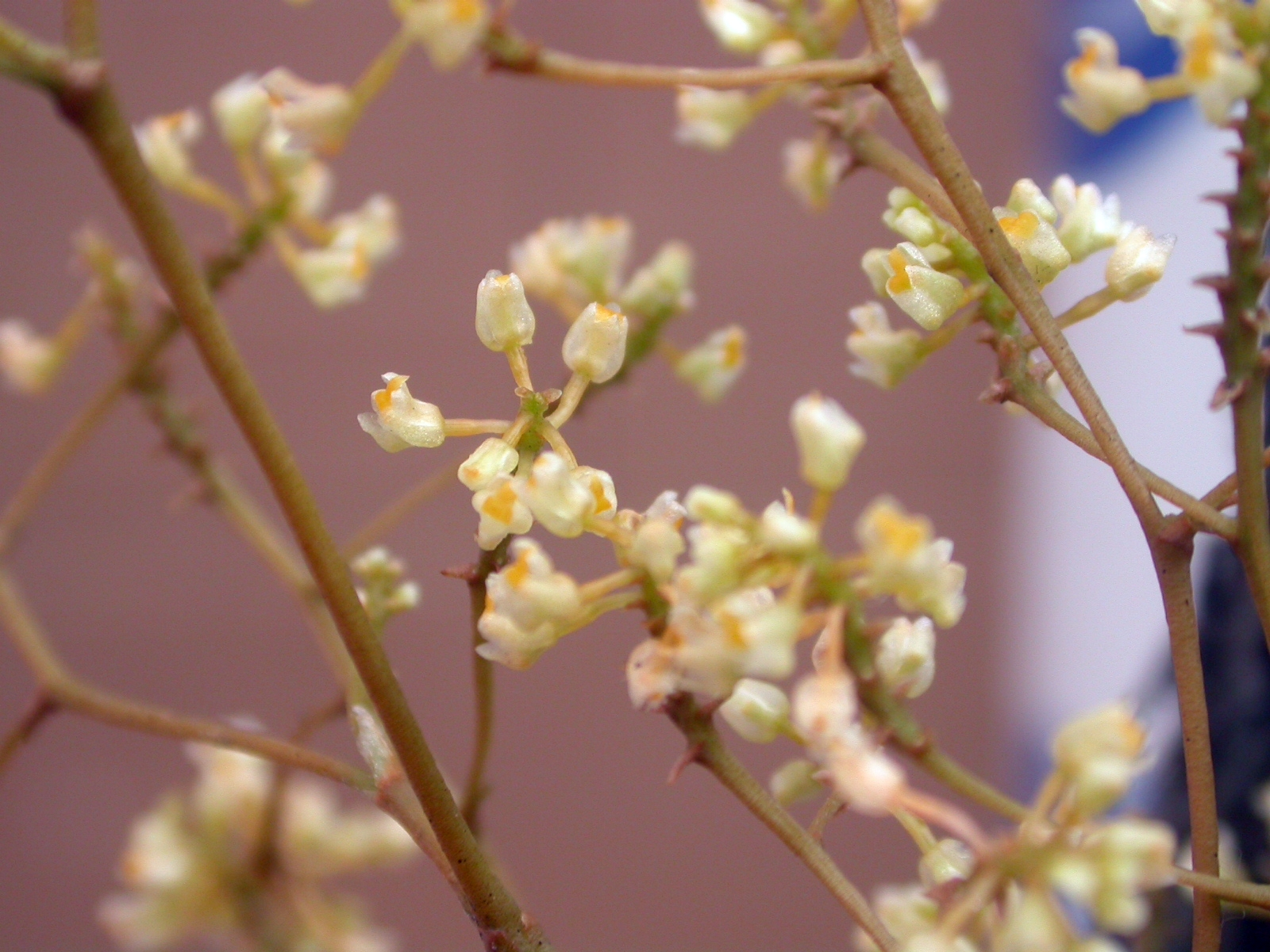
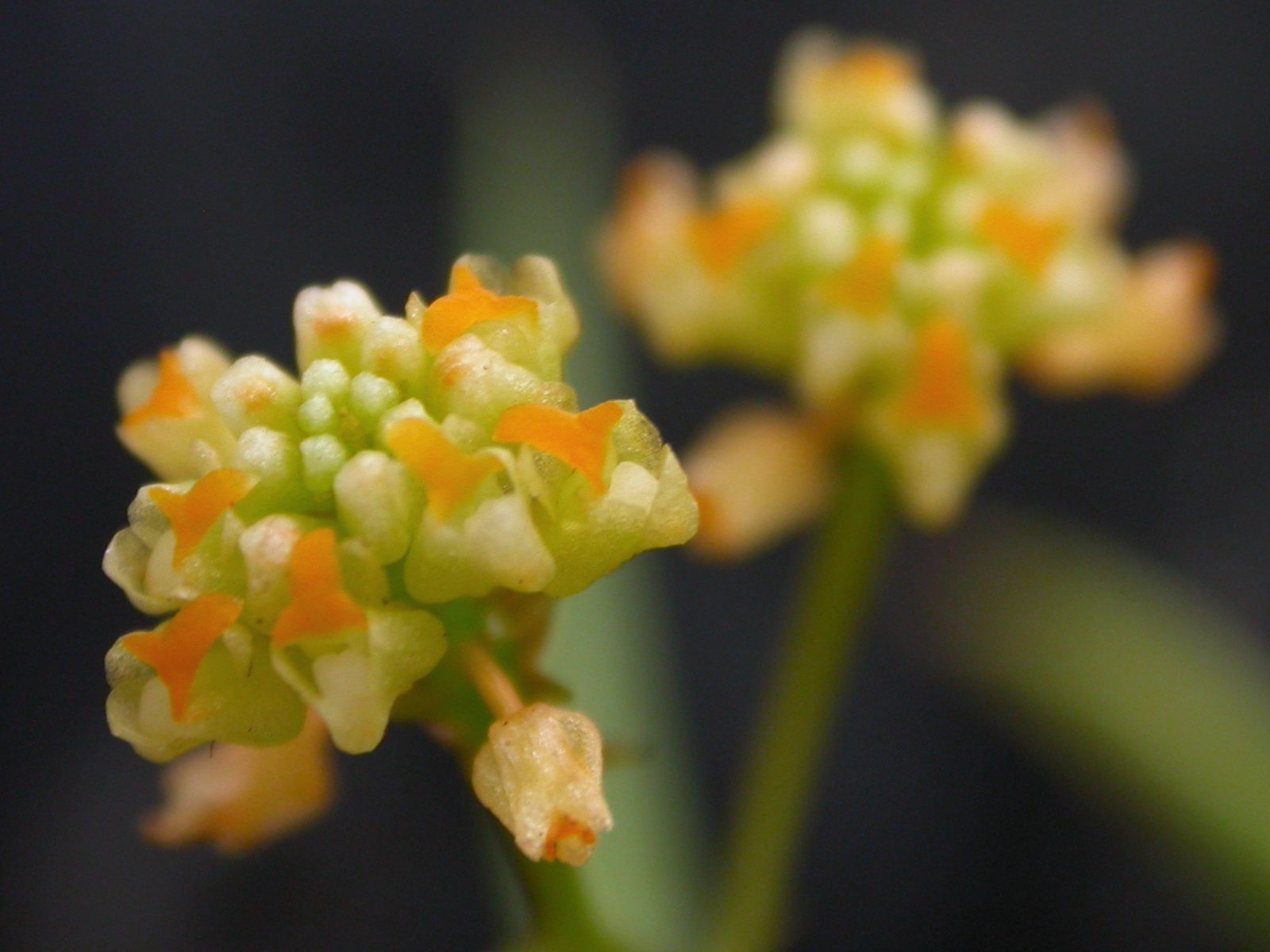
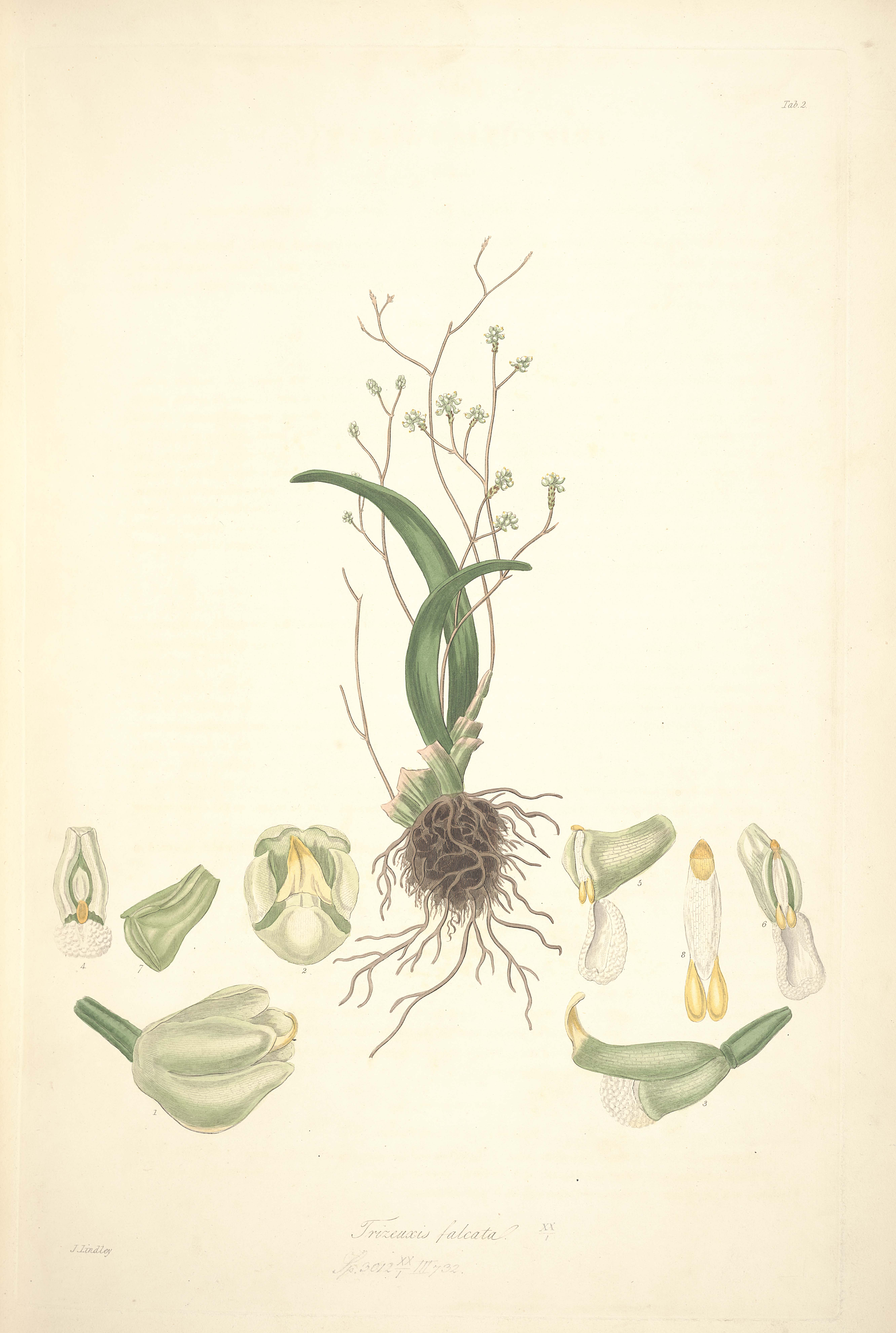
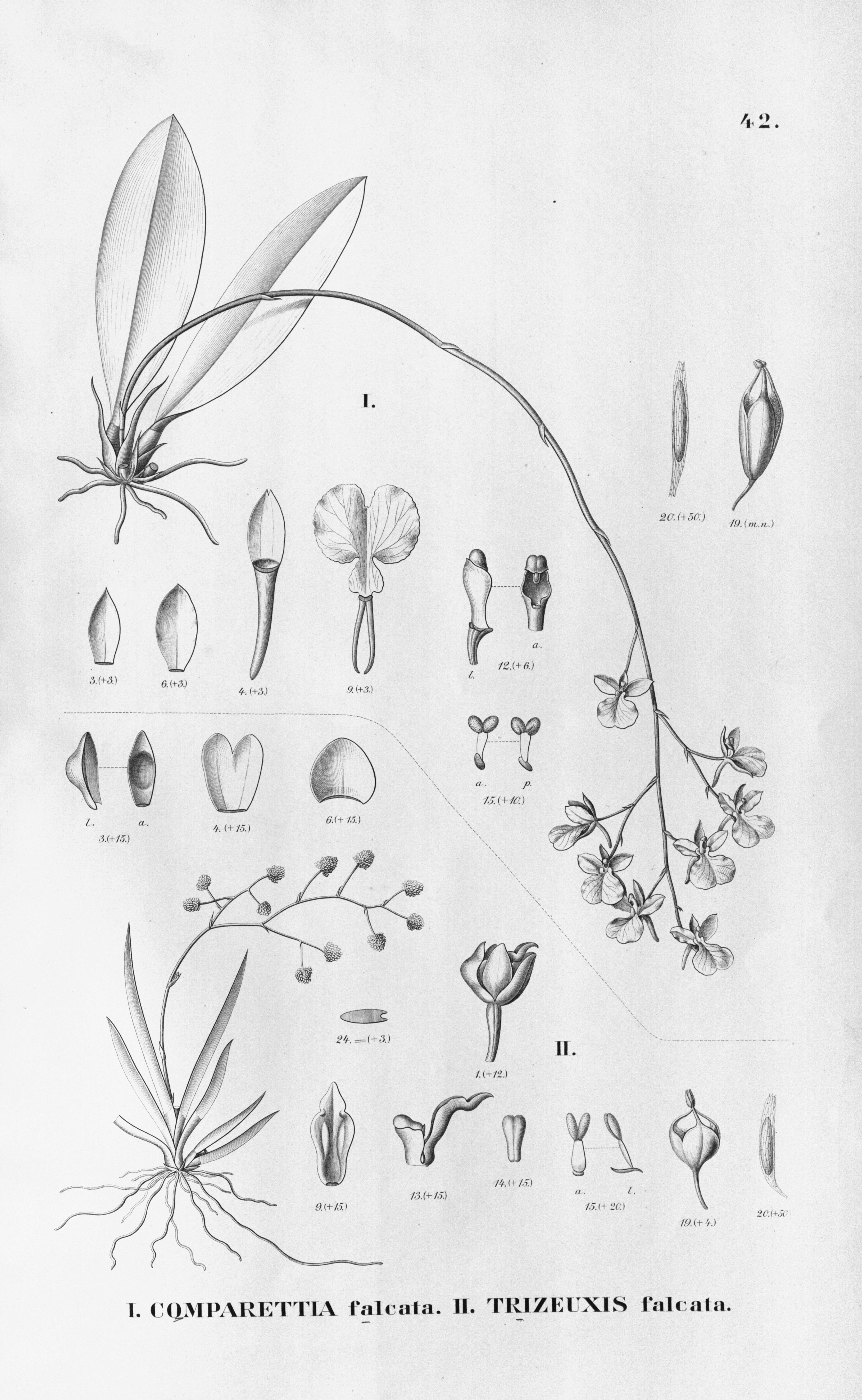